# سي - ذا كونترا أدفيتشر (لعبة فيديو)
سي - ذا كونترا أدفيتشر (بالإنجليزية: The Contra Adventure)‏ ، هي لعبة إلكترونية من نوع إطلاق النار وهي آركيد، أنتجت شركة كونامي سنة 1998 ، وتبدأ مراحل اللعبة بظهور وحوش آليين في أمريكا الجنوبية، فيقوم البطل بالقضاء على الأليين والمسوخ.

## وصلات خارجية
- Ｃ：The Contra Adventure @ Game Kommander فقط باللغة اليابانية